# Бад-Бодентайх
Бад-Бодентайх (нім. Bad Bodenteich) — громада в Німеччині, розташована в землі Нижня Саксонія. Входить до складу району Ільцен. Складова частина об'єднання громад Ауе.
Площа — 49,88 км2. Населення становить 3775 ос. (станом на 31 грудня 2021).

## Відомі люди
- Рудольф Бокельман (1892—1958) — німецький оперний співак.